# Apteryx owenii
El kiwi moteado menor (Apteryx owenii) es una especie de ave estrutioniforme de la familia Apterygidae.
Quedan aproximadamente 1000 en la Isla Kapiti de Nueva Zelanda, y ha sido introducido a otras islas libres de depredadores en las que parece estar estableciéndose. Esas islas son: Isla Hen, Isla Red Mercury y la Isla Long. Es un ave dócil de aproximadamente 25 cm de alto y la hembra pesa 1,3 kg. Esta pone un solo huevo que es incubado por el macho.

## Subespecies
Apteryx owenii owenii es la subespecie nominada.
Apteryx owenii iredalei o kiwi moteado menor de la Isla Norte, vivió en Nueva Zelanda en la Isla Norte y se supone que se extinguio a finales de siglo XIX aunque su existencia es cuestionable.

## Galería

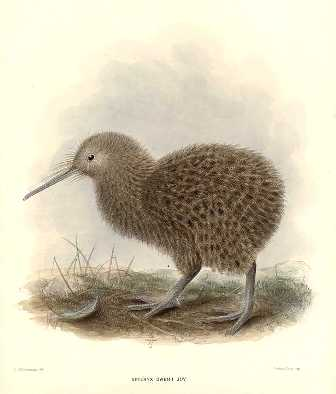
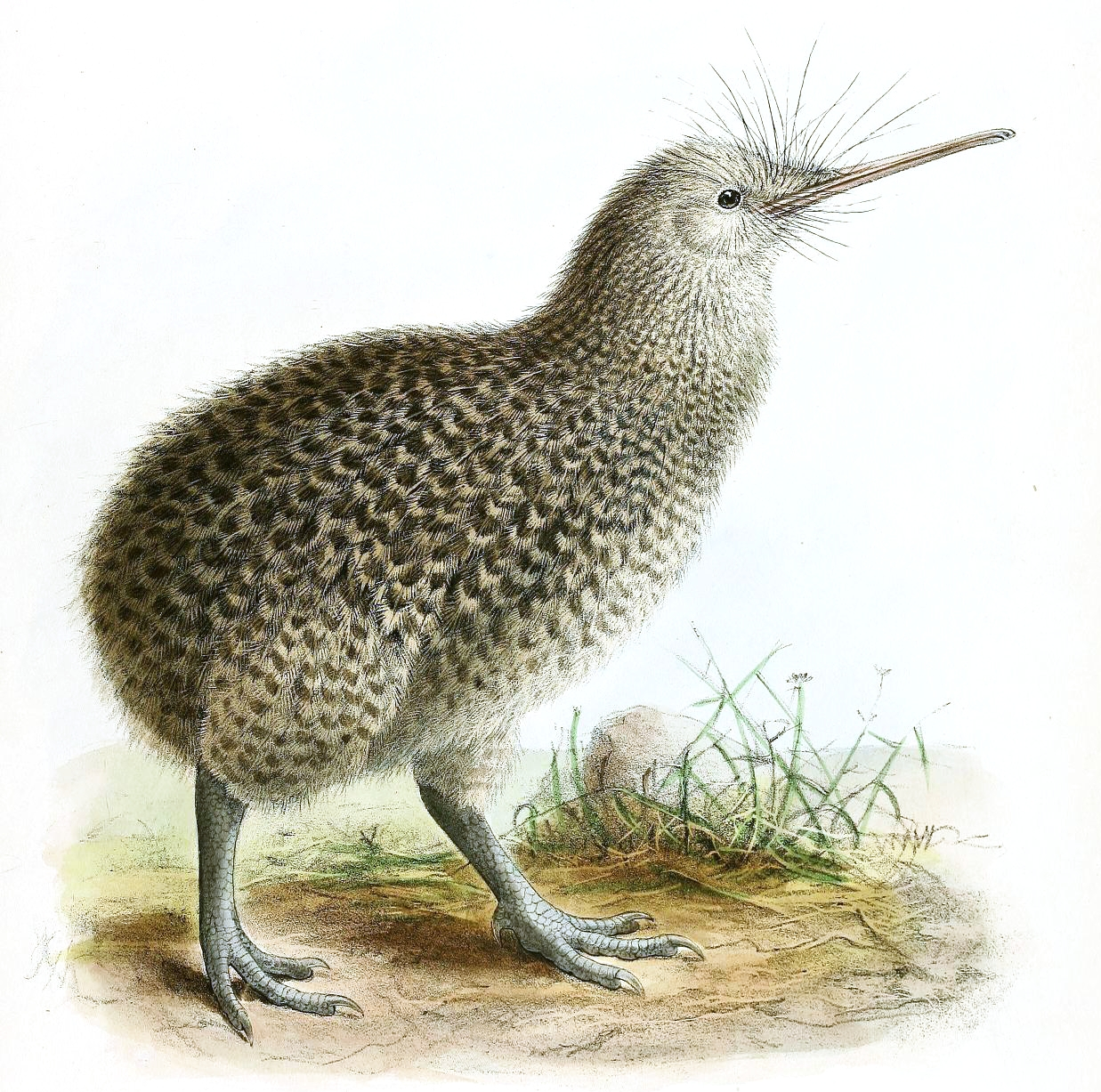